# 汉黄芩苷
汉黄芩苷（英語：Oroxindin）是一种有生物活性的黄酮类化合物，是汉黄芩素（Wogonin）与葡萄糖醛酸形成的糖苷，提取自木蝴蝶（Oroxylum indicum）、假馬齒莧（Bacopa monnieri）和冬红（Holmskioldia sanguinea）等植物。